# Cadira Wassily

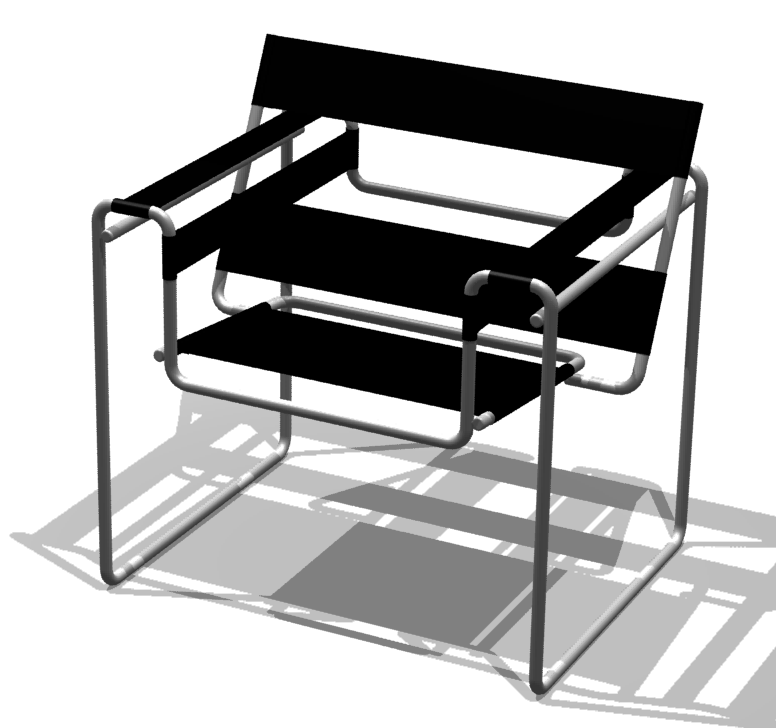
Wassily chai, Marcel Breuer

La Cadira Wassily, també coneguda com la cadira Model B3, va ser dissenyada per Marcel Breuer el 1925-1926, quan era el cap del taller d'ebenisteria a la Bauhaus, a Dessau a Alemanya. Malgrat la creença popular, la cadira no va ser dissenyada per al pintor Wassily Kandinsky, que aleshores també s'estava a la facultat de la Bauhaus. No obstant això, Kandinsky havia admirat el disseny i Breuer n'havia fabricat un duplicat per a l'habitació personal de Kandinsky. La cadira es va fer coneguda com «Wassily» dècades més tard, quan va ser rellançada pel fabricant italià Gavina que havia conegut la connexió anecdòtica amb Kandinsky en el decurs de la seva investigació sobre els orígens de la cadira.